# Kanton Mende-Sud
Mende-Sud is een voormalig kanton van het Franse departement Lozère. Het kanton maakte deel uit van het arrondissement Mende. Het werd opgeheven bij decreet van 25 februari 2014 met uitwerking op 22 maart 2015.

## Gemeenten
Het kanton Mende-Sud omvatte de volgende gemeenten:
- Balsièges
- Brenoux
- Lanuéjols
- Mende (deels, hoofdplaats)
- Saint-Bauzile
- Saint-Étienne-du-Valdonnez